# Jalkapallon suomenmestaruuskilpailut 1918
La Jalkapallon suomenmestaruuskilpailut 1918 fu la decima edizione del campionato finlandese di calcio. Fu giocato in un formato di coppa e vide la vittoria dell'HJK per la seconda edizione consecutiva.

## Semifinali
|                 | Risultati |         | Luogo e data |
| --------------- | --------- | ------- | ------------ |
| Viipurin Reipas | 3-2       | Åbo IFK |              |
| HJK             | 4-1       | HIFK    |              |
|                 |           |         |              |

## Finale
|     | Risultati |                 | Luogo e data |
| --- | --------- | --------------- | ------------ |
| HJK | 3-0       | Viipurin Reipas |              |
|     |           |                 |              |